# 親子ねずみの不思議な旅
『親子ねずみの不思議な旅』（おやこねずみのふしぎなたび、原題：The Mouse and His Child）は、1977年のアメリカのアニメーション映画。 原作はラッセル・ホーバンの1967年の同名の小説。
サンリオ制作の初の長編映画で、日本では1978年3月18日に劇場公開された。同時上映は『チリンの鈴』。日本での全国動員数は90万人。

## キャスト
| 役名                   | 声優                                  | 日本語版            |
| ---------------------- | ------------------------------------- | ------------------- |
| 父親ねずみ             | アラン・バーズマン                    | 坂本博士            |
| 子ねずみ               | マーシー・スヴェンソン                | 坂本敦子            |
| ドブネズミのマニー     | ピーター・ユスティノフ                | 財津一郎            |
| 象                     | ジョアン・ガーバー                    | 春川ますみ          |
| アザラシ               | サリー・ケラーマン                    | 大竹しのぶ          |
| カエル                 | アンディ・デバイン                    | 三遊亭金馬 (4代目)  |
| カラス座長             | フランク・ネルソン クリフ・ノートン   | 納谷悟朗            |
| 時計                   | リジス･コーディック                   | 八奈見乗児          |
| The Tramp              | ジョン・キャラダイン                  |                     |
| ユーテルベ（オウム）   | クロリス・リーチマン                  | 朝丘雪路            |
| イギー（悪党ネズミ）   | ネヴィル・ブランド                    | 加藤修              |
| ジャコウネズミ         | ボブ・ホルト                          | 熊倉一雄            |
| 乞食のジャック         | ロバート・リッジリー                  | 永井一郎            |
| ムクドリ               | アイリス・レイナー ミッツィ・モーガン | 中谷ゆみ 川島千代子 |
| 紙人形の男女           | アイリス・レイナー チャールズ・ウルフ | 白石冬美 井上真樹夫 |
| ラルフィ（子分ねずみ） | メル・リーブン                        | 藤村俊二            |
| サーベンティナ（亀）   | クリフ・オズモンド                    | 滝口順平            |
| カケス                 | チャールズ・ウルフ                    | 肝付兼太            |
| 語り手                 | ミッツィ・モーガン                    | 不明                |